# Шень Куо
Шень Куо (1031—1095) — визначний китайський вчений-енциклопедист, письменник, державний діяч часів династії Північна Сун.

## Життєпис

### Молоді роки
Походив із знатного роду Шен. Народився у місті Цяньтан (сучасне Ханчжоу провінції Чжецзян) у родині Шень Чжоу (978—1051), землевласника й чиновника, який спочатку служив у провінції, а перед завершенням кар'єри — у столичному суді у Бяньцзіне (сучасний Кайфен). Матір'ю Шень Куо була пані Сюй (986—1068). Вона відігравала важливу роль у його вихованні, дала початкову освіту.
З 1040 року Шень Куо почав їздити по країні з батьком, що займався фінансовими й технічними питаннями, зокрема водними шляхами та каналами, будівництвом і сільським господарством. Слабке здоров'я Шень Куо пробудило в нього ранній інтерес до медицини.

### Кар'єра
Почавши службу в 1054 році, сприяв перетворенню великих площ болотистих земель у продуктивні сільськогосподарські угіддя в басейнах річок Шухе та Іхе. У 1061 році разом з братом Шень Пі здійснив картографічний огляд області Сюаньчжоу (сучасна провінція Аньхуй). У 1063 році став цзіньши, а у 1064 — судовим чиновником в Янчжоу. Місцевий губернатор Чжан Чу, оцінивши його таланти, рекомендував Шен Куо імператорському двору.
У 1069 році канцлер Ван Аньши розпочав здійснювати «нову політику», й Шень Куо увійшов до групи з 18 реформаторів. У 1072 році він очолив Астрономічне бюро (Си-тянь-цзянь), запропонувавши протягом 5 років тричі на добу вимірювати розташування місяця та планет. У 1075 році впровадив новий календар, що діяв близько 20 років. Водночас організував створення більш точних приладів: армілярної сфери, водяного годинника та бронзового гномона.
У 1075 році Шень Куо було призначено директором академії Ханьлінь, у 1077 році він отримує посаду уповноваженого з фінансів. У 1077 незаслужено звинувачений в нечесності, виведений з уряду та посланий до Яньчжоу (сучасна Ян'ань провінції Шеньсі) як спеціальний уповноважений з повітових і військових справ. Там у 1081 році організував успішний похід проти тангутів і подав імператору проект зміцнення нових областей, який було відхилено. Новий напад тангутів призвів до поразки з важкими втратами — до 60 тисяч загиблих, відповідальність поклали на Шень Куо, якого звільнили і заслали. У 1086 році отримав помилування, державну пенсію й право вільного проживання. З 1088 останні сім років життя провів в ізоляції у Жуньчжоу, де той помер у 1095 році.

## Наукова діяльність
Найважливішою науковою роботою Шень Куо є «Менсі бі тань» («Бесіди з пензлем в Менсі», «Розмови кисті з Менсі», «Нариси з Менсі», «Есе», над якою він працював протягом 1088—1095 років). Це збірка із 600 спогадів, спостережень обсягом від 1 до 20 пропозицій з питань філософії, дипломатії, літературної критики, математики, природознавства, техніки, окультизму, лінгвістики, археології. Все це перемішано з палацовими анекдотами і тривіальними дидактизмами.
З 1076 року працював над проектом картографування всій території імперії. Виготовив загальну карту розміром 10х12 та атлас з 23 карт (усе у масштабі 1:900000) з додатком, в якому, спираючись на шкалу компаса з 24 поділками, закодував карти в термінах спрямованих координат й відстаней, вважаючи, що в разі втрати це допоможе швидко та точно їх відновити. Атлас і карта були опубліковані у 1087 році під назвою «Шоу лин ту» («Зображення округів та районів»), або «Тянь ся Чжоу сянь ту» («Зображення областей та повітів Піднебесної»). Ця праця не збереглася до сьогодні.
Інспектуючи кордон з киданями, Шень Ко вперше зробив дерев'яну карту, де були зображені гори, річки та дороги. На місцевості він ліпив їх на дерев'яній дошці з воску або борошняного клею та деревної тирси, а повернувшись з відрядження, за цим ескізом вирізав рельєфну карту з дерева, яку потім представив імператорському двору. Імператор Шень-цзун наказав зробити такі ж карти в усіх прикордонних областях і передати в палацове сховище.
Був талановитим економістом. У 1077 році склав цінні нариси з теорії попиту та пропозиції, розглянувши прогнозування цін, монетарну політику, цінове управління, втручання в ринок й інші економічні теми, які з такою глибиною не вивчалися у Китаї до нашого часу.
У 1080—1081 роках Шень Куо прийшов до висновку, що нафтова сажа придатна для виготовлення туші. Знаючи, що на півночі інтенсивно вирубується ліс, він заснував виробництво туші з нафти замість спалювання соснової смоли. Назву, яку він дав нафті — ши ю («кам'яне масло»), збереглося дотепер, а нафтове родовище у провінції Шеньсі, яке він розробляв, все ще експлуатується.
Значну частину часу приділяв вивченню медицині. У 1080-х роках написав працю «Лян фан» («Успішні методи») про фармакологію, яка згодом видавалася під назваю «Су Шень лян фан» («Успішні методи Су [Ши] і Шень [Куо]»), оскільки була доповнена відомим медиком Су Ши (1037—1101).
Шень Куо займався також аналізом сільськогосподарської діяльності. Цьому була присвячена на сьогодні втрачена праця «Менсі ван Хуай лу» («Нариси про прагнення, що забуті біля Струмка мрії»).
Займаючись астрономією, він перетворював екваторіальні координати у екліптичні, що вимагало розуміння деяких аспектів сферичної геометрії та тригонометрії. Демонструючи розвинене просторове мислення, Шень Куо дав приблизну формулу довжини дуги. Він спробував пояснити, чому видимий рух планет періодично вступає в фазу позаднього ходу. Інші астрономи прагнули точно виміряти позиції планет, а не зрозуміти реальні спостереження. На відміну від грецьких астрономів, що пояснювали усі рухи як сукупність ідеальних кругових обертань, Шень Куо запропонував модель руху планети по траєкторії, подібної листу верби, що «котиться» по зовнішньому боку кола, центром якого є Земля. Пояснюючи причини нерівномірності видимого річного руху Сонця, він прийшов до висновку, що екліптика є не колом, а «овальністю», тобто еліпсом.